# Svetlana Tripapina
Svetlana Tripapina (en Russe : Светлана Трипапина), née le 19 février 1994, est une escrimeuse russe. Elle pratique le fleuret.

## Carrière
Tripapina commence sa carrière internationale en 2013, à l'âge de 19 ans. En 2017, elle connaît une année faste, gagnant le tournoi de Gdańsk en battant Pauline Ranvier en finale (15-5) et montant sur le podium au Grand Prix de Shanghai. Ses résultats lui valent une sélection pour les grands championnats. Aux Championnats d'Europe 2017, elle se classe 25e en individuel. Par équipes, dans un tableau composé de seulement sept nations, la Russie se qualifie facilement pour la finale où elle est sèchement battue par leurs rivales italiennes (31-45). Durant les mondiaux, Tripapina atteint les huitièmes de finale en individuel et les demi-finales par équipes, où la Russie est battue par les États-Unis (42-45) mais obtient le bronze en battant l'Allemagne en petite finale (45-29).

## Palmarès
- Championnats du monde d'escrime
  -  Médaille de bronze par équipes aux championnats du monde d'escrime 2017 à Leipzig

- Championnats d'Europe d'escrime
  -  Médaille d'argent par équipes aux championnats d'Europe d'escrime 2017 à Tbilissi

## Classement en fin de saison
| Année | 2014 | 2015 | 2016 | 2017 |
| ----- | ---- | ---- | ---- | ---- |
| Rang  | 263  | 91   | 102  | 9    |